# Idaea curvicauda
Idaea curvicauda là một loài bướm đêm trong họ Geometridae.